# Universitas Mulawarman
Universitas Mulawarman – indonezyjska uczelnia publiczna w mieście Samarinda (prowincja Borneo Wschodnie). Została założona w 1962 roku.

## Wydziały
- Fakultas Ekonomi dan Bisnis
- Fakultas Farmasi
- Fakultas Hukum
- Fakultas Ilmu Budaya
- Fakultas Ilmu Sosial dan Ilmu Politik
- Fakultas Kedokteran
- Fakultas Keguruan dan Ilmu Pendidikan
- Fakultas Kehutanan
- Fakultas Kesehatan Masyarakat
- Fakultas Perikanan dan Ilmu Kelautan
- Fakultas Pertanian
- Fakultas Teknik
- Fakultas Matematika dan Ilmu Pengetahuan Alam
- Fakultas Ilmu Komputer dan Teknologi Informasi

Źródło: